# Rabelsdorf
Rabelsdorf ist ein Gemeindeteil von Pfarrweisach im unterfränkischen Landkreis Haßberge in Bayern.

## Geografie
Das Kirchdorf liegt im nordöstlichen Teil des Landkreises etwas abseits am Fuß des Lichtensteiner Waldes in einer Talsenke, die der Schellenbach durchfließt. Von Pfarrweisach ist es rund zwei Kilometer entfernt. Einen Kilometer westlich verläuft die Bundesstraße 279 von Breitengüßbach nach Bad Neustadt an der Saale. In der Gegend um Rabelsdorf erfolgt insbesondere Obstanbau.

## Geschichte
Der Ort, dessen Name vermutlich auf den Personennamen „Rabanolt“ zurückgeht, entstand wohl im 9. Jahrhundert. Er lag ursprünglich an einer anderen, höheren Stelle, Richtung Altenstein.
Die erste Erwähnung war 1232 in der Teilungsurkunde des Würzburger Fürstbischofs Hermann, in der Ebern von der Pfarrei Pfarrweisach getrennt wurde und „Rabenoldorff“ bei der Mutterkirche verblieb. 1317 erhielten Aplo, Theino und Hugelinus von Lichtenstein den ganzen Zehnt in Rabensdorf. Nach der Zerstörung des Dorfes im Dreißigjährigen Krieg folgte die Neuansiedlung in einer Talsenke. Lehensbesitz in dem Ganerbendorf hatten neben der Eberner Pfarrei die Herren von Altenstein, von Lichtenstein und aus Wasmuthhausen die Voit von Rieneck.
1862 wurde Rabelsdorf in das neu geschaffene bayerische Bezirksamt Ebern eingegliedert. Die 290,96 Hektar große Landgemeinde hatte im Jahr 1871 117 Einwohner, von denen 110 evangelisch waren, und 27 Wohngebäude. Rabelsdorf gehörte zum Sprengel der 2 Kilometer entfernten evangelischen Pfarrei Altenstein. Dort befand sich auch die evangelische Bekenntnisschule. 1900 zählte die Rabelsdorf 97 Einwohner und 25 Wohngebäude. 1925 lebten in dem Kirchdorf 99 Personen, von denen 21 katholisch waren, in 24 Wohngebäuden. Der Ort gehörte zum Sprengel der katholischen Pfarrei im 2,5 Kilometer entfernten Pfarrweisach, wo auch die katholische Schule stand.
1950 hatte die Gemeinde 155 Einwohner und 24 Wohngebäude. Die Schule in Junkersdorf war für die evangelischen Schüler zuständig. Im Jahr 1961 zählte Rabelsdorf 112 Einwohner und 22 Wohngebäude. 1970 waren es 108 und 1987 115 Einwohner sowie 27 Wohngebäude mit 33 Wohnungen.
Am 1. Juli 1971 wurde Rabelsdorf im Rahmen der Gebietsreform in Bayern in die Gemeinde Pfarrweisach eingegliedert. Am 1. Juli 1972 folgte die Auflösung des Landkreises Ebern und Pfarrweisach kam zum Haßberg-Kreis.
1993 gewann Rabelsdorf unter 47 Dörfern aus zehn Bundesländern den Wettbewerb „Unser Dorf soll schöner werden“.

## Baudenkmäler

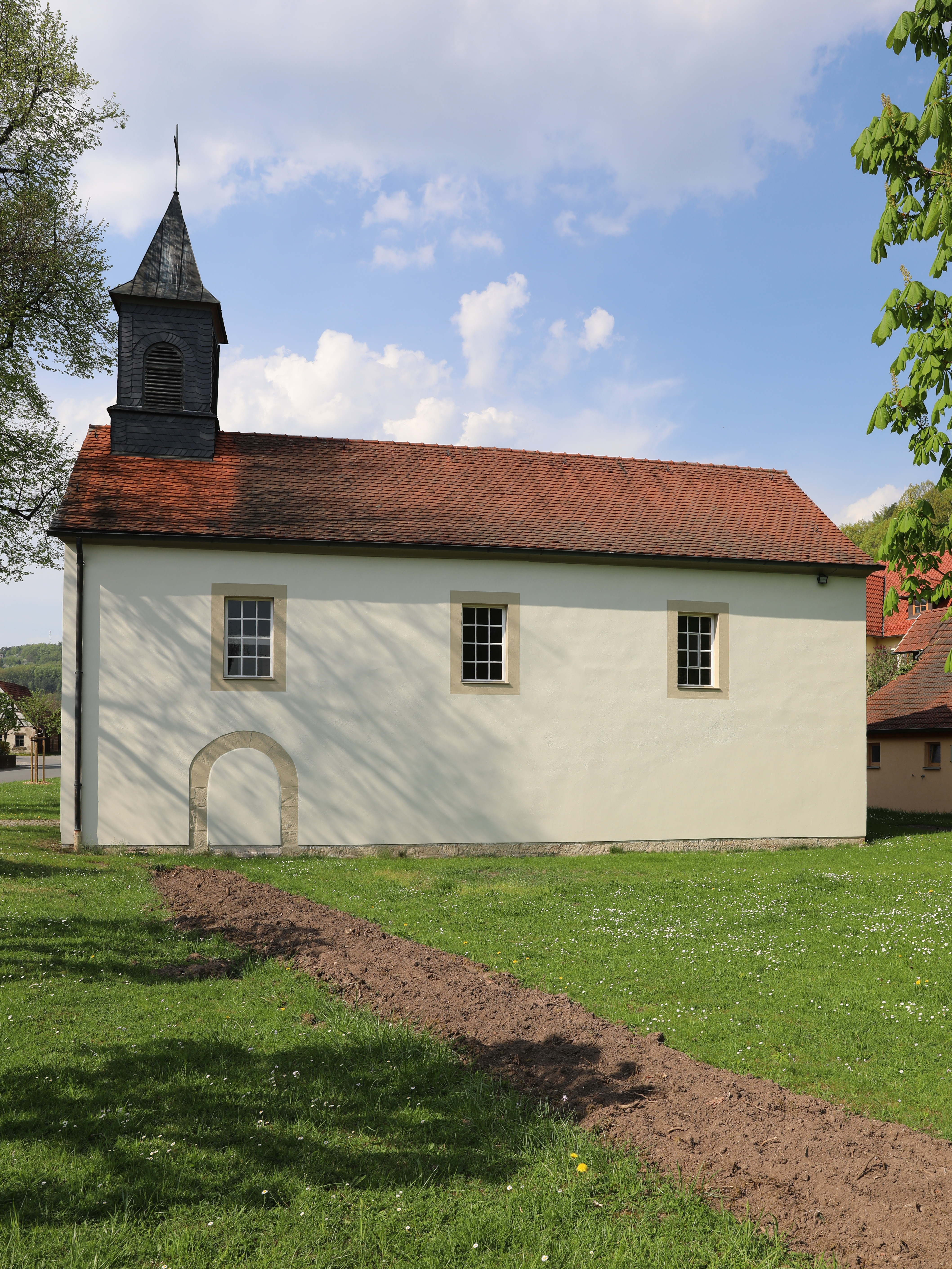
Katholische Filialkirche St. Bartholomäus

In der Bayerischen Denkmalliste sind acht Baudenkmäler aufgeführt.
In einer Pfarrbeschreibung von 1547 wurde erstmals eine Kirche in Rabelsdorf erwähnt. Der Bau der heutigen katholischen Filialkirche St. Bartholomäus folgte 1689. Es ist ein schlichter Saalbau mit einem Satteldach und einem Dachreiter mit Pyramidendach. Die Kirche wurde 1992 restauriert. Im Dachreiter hängt eine Glocke mit 48 Zentimeter Durchmesser von 1559. Die zweite Glocke mit 43 Zentimeter stammt aus dem Jahr 1589. Zur Ausstattung gehören eine Barockkanzel vom Jahre 1700 und ein einfacher Altar von 1689.
Das Gotteshaus ist eine Simultankirche. Anlässlich einer Umpfarrung der Rabelsdorfer Protestanten nach Altenstein im Jahr 1828 beanspruchte die evangelische Mehrheit im Dorf die Kapelle für sich. Allerdings bestand die katholische Pfarrei Pfarrweisach auf ihrem Eigentumsrecht. 1897 war sie schließlich mit der Nutzung durch beide Konfessionen einverstanden.